# 韓陵之戰
韓陵之戰，發生於北魏普泰二年（532年）三月，时爾朱兆、爾朱天光、爾朱度律、爾朱仲遠等合軍20萬進攻驻军鄴（今河南安陽東北）的高歡。
永安三年（530年）九月，魏孝庄帝元子攸因不满太原王尔朱荣逼控朝政，将其诱杀。尔朱荣侄、汾州刺史尔朱兆联合尔朱氏诸将一起在年底攻入魏都洛阳（今河南洛阳东北），杀魏孝庄帝，另立太原郡太守、长广王元晔为帝。
中兴元年（531年）二月，冀州（治信都，今河北冀州市）大族高乾及其弟高敖曹联合反对尔朱氏，并向各郡发布通告，讨伐尔朱氏。六月，晋州刺史高欢响应高乾兄弟，联络各路反对尔朱氏的部众，在信都起兵。十月，高欢等立勃海郡太守、安定王元朗为帝，公开反对尔朱氏。元朗以高欢为侍中、丞相、都督中外诸军事、大将军、录尚书事、大行台，高乾为侍中、司空，高敖曹为骑大将军、仪同三司、冀州刺史。尔朱氏联兵征讨高欢。尔朱兆军出井陉（今河北井陉西北），屯军广阿（今河北隆尧县东）号称10万人马。在尔朱氏大军压境的情况下，高欢使用反间计，致尔朱氏诸将相疑，各路兵马不向前推进。高欢乘机集中兵力先与尔朱兆军会战，在广阿大破，俘虏士卒五千余人。高欢乘胜南下，进攻邺城（今河北临漳县西南），相州刺史刘诞闭城固守。普泰二年（532年）正月，高欢军攻克邺城，擒获刘誕。三月，元朗率领文武百官进入城。尔朱氏诸将在尔朱世隆的调解下，复归于好，重新结盟，同征高欢。闰三月，尔朱天光自长安（今西安西北），尔朱兆自晋阳，尔朱度律自洛阳，尔朱仲远自东郡（今河南滑县），分别率所部出发，会师邺城。号称二十万大军，沿洹水（河南北部卫河支流安阳河）两岸驻扎。
高歡以逸待勞，命吏部尚书封隆之留守鄴城，以不足三萬兵力（馬匹不到二千）出城到紫陌（今河北临漳西南故县西北），大都督高敖曹领兵三千跟进。月底，尔朱兆率轻骑兵三千人乘夜偷袭邺城西门，不克，退走。高欢自料难与尔朱氏军对敌，命令部隊在韩陵山（今河南安阳东北）布成圓陣，連接牛驢，擋住歸道，使將士以必死之心奮戰。由於當地流民久苦於尔朱氏，六镇多拥戴高欢。高欢亲领中军，高敖曹领左军，高欢的堂弟高岳领右军，迎战尔朱氏军。中军高欢作战不利。尔朱兆乘机发动攻势，高欢军危急，高岳即领骑兵五百人，对尔朱兆军迎头痛击，高欢部将斛律金领兵抄尔朱兆军背后，高敖曹也领兵一千人拦腰攻打。此役高歡軍廝殺勝出，重創爾朱軍，贺拔胜和徐州刺史杜德在阵中投降高欢。尔朱兆率领残部回到晋阳，后也被击灭。尔朱仲远逃逃东郡，后降南梁。四月，尔朱世隆和尔朱彦伯被部将所杀。尔朱天光和尔朱度律也被擒送高欢。高欢乘勝進據魏都洛陽，斬爾朱度律及爾朱天光，另立元修為帝，稱之北魏孝武帝，並受元修任命為大丞相，执掌北魏朝政。
韓陵之戰，高歡以少勝多，戰爭結束後，高歡在鄴城和韓陵山上建造定國寺，由御史溫子昇撰寫《韓陵山碑》。韓陵戰役中，爾朱一族几乎全遭誅滅，只有少数人幸免，如爾朱敞因年幼，隨母被掠入宮中；尔朱仲远逃到南梁。